# Oidium candicans
Oidium candicans är en svampart som först beskrevs av Pier Andrea Saccardo, och fick sitt nu gällande namn av Linder 1942. Oidium candicans ingår i släktet Oidium och familjen Erysiphaceae.   Inga underarter finns listade i Catalogue of Life.